# Аполд (комуна)
Аполд (рум. Apold) — комуна у повіті Муреш в Румунії. До складу комуни входять такі села (дані про населення за 2002 рік):
- Аполд (860 осіб) — адміністративний центр комуни
- Вулкан (109 осіб)
- Дая (557 осіб)
- Шаєш (1196 осіб)

Комуна розташована на відстані 212 км на північний захід від Бухареста, 50 км на південний схід від Тиргу-Муреша, 118 км на південний схід від Клуж-Напоки, 80 км на північний захід від Брашова.

## Населення
За даними перепису населення 2002 року у комуні проживали 2722 особи.
Національний склад населення комуни:
| Національність | Кількість осіб | Відсоток |
| -------------- | -------------- | -------- |
| румуни         | 2150           | 79,0%    |
| цигани         | 459            | 16,9%    |
| угорці         | 91             | 3,3%     |
| німці          | 21             | 0,8%     |

Рідною мовою назвали:
| Мова      | Кількість осіб | Відсоток |
| --------- | -------------- | -------- |
| румунська | 2593           | 95,3%    |
| угорська  | 82             | 3,0%     |
| циганська | 33             | 1,2%     |
| німецька  | 13             | 0,5%     |

Склад населення комуни за віросповіданням:
| Релігія                                       | Кількість осіб | Відсоток |
| --------------------------------------------- | -------------- | -------- |
| православні                                   | 2396           | 88,0%    |
| п'ятдесятники                                 | 153            | 5,6%     |
| баптисти                                      | 38             | 1,4%     |
| реформати                                     | 36             | 1,3%     |
| лютерани (Синодально-пресвітеріанська церква) | 26             | 1,0%     |
| римо-католики                                 | 25             | 0,9%     |
| греко-католики                                | 19             | 0,7%     |
| адвентисти                                    | 19             | 0,7%     |
| унітарії                                      | 5              | 0,2%     |
| лютерани                                      | 3              | 0,1%     |
| бретрени                                      | 1              | < 0,1%   |
| атеїсти                                       | 1              | < 0,1%   |